# Taquaraçu de Minas
Taquaraçu de Minas é um município brasileiro do estado de Minas Gerais, pertencente à Região Metropolitana de Belo Horizonte. Sua população, de acordo com o Censo 2022 do IBGE, era de 4 224 habitantes.

## Toponímia
"Taquaraçu" é um termo proveniente da língua tupi que significa "taquara grande", através da junção dos termos takûara ("taquara") e usu ("grande"). A cidade recebeu este nome pelo fato da grande quantidade deste vegetal cerceando o município.

## História
Fundada em 1776, Taquaraçu era distrito subordinado a Caeté, situação que manteve até 1º de março de 1963, de acordo com a Lei 2.764 de 30 de dezembro de 1962, quando, então foi desmembrada da Comarca de Caeté, tornando-se município.
Seu primeiro prefeito foi Paulo Cruz Mello e o atual prefeito é Marcílio Bezerra da Cruz (2021-2024).
Espraiada no sopé da Serra da Piedade, a sessenta km da capital, Taquaraçu de Minas guarda, ainda, o aspecto colonial das cidades do ciclo do ouro, fundada que foi no século XVIII, nas cercanias da austera Caeté, frequentada então pelos coronéis que ali fundaram fazendas, aproveitando sua bela topografia e o vale verdejante fértil onde está assentada.
Taquaraçu de Minas encontra-se localizada na Região Metropolitana de Belo Horizonte, distante cerca de 60 Km da capital mineira, faz divisas com os municípios de Jaboticatubas(ao norte),Nova União(a leste),Caeté(ao sul) e Santa Luzia(a oeste).
O acesso a cidade e feito por duas vias únicas, a primeira e através da BR- 381 sentido (Belo Horizonte-Vitoria).Depois via Santa Luzia sentido Jaboticatubas que conta com um asfalto novo oque proporciona um acesso rápido a cidade.
Taquaraçu de Minas tem uma topografia que favorece as belezas naturais, com destaque para o rio que recebe o mesmo nome da cidade, de agua límpidas e próprias para um refrescante banho, oferecendo aos turistas uma boa área de acampamento, como a praia da Tainha e ótimos locais para pesca como mais uma opção de lazer para os visitantes que sempre são recebidos de forma hospitaleira por seus moradores.

## Geografia
Sua população em 2010 era de, aproximadamente 3794 habitantes. Em 2020, segundo estimativas do IBGE, a população taquaraçuense era de 4.099 habitantes 

## Economia
A principal atividade de Taquaraçu de Minas é a agropecuária, especialmente na exportação de banana.